# Aš město
Aš město – stacja kolejowa w Aš, w kraju karlowarskim, w Czechach. Znajduje się na wysokości 670 m n.p.m.
Jest zarządzana przez Správę železnic. Na stacji istnieje możliwości zakupu biletów i rezerwacji miejsc.

## Linie kolejowe
- 148 Cheb - Hranice v Čechách